# BEATNIKS
『BEATNIKS』（ビートニクス）は、岩手めんこいテレビで放送されている音楽番組。

## 概要
アーティストからの告知VTRや、盛岡市内主要CDショップの集計チャート、ライブ情報などで構成されている。また、番組内でコンサートチケットの先行予約を行うことがある。
一部地方局でのネット開始に伴い、前身番組である『33rpm』（2000年4月開始）から現タイトルに改称。しかし、2005年10月からは北東北3県の放送になり、2006年4月からは『MUSIC JAPAN』が全国ネット番組としての機能をまかなうことになり、当番組は岩手ローカルに戻り、現在に至る。

## 放送時間
- 火曜 0:55 - 1:25（月曜深夜）

放送枠が週に複数編成されているが、火曜未明（月曜深夜）の放送以外は基本的に再放送となる。また、特別番組等で休止となる場合がある。
番組の公式サイトにある「眠れないコアな音楽ファンのための早朝＆深夜の音楽ゾーン」という一文にもある通り、2008年3月までは午前4時台（所謂早朝）にも放送枠が存在したが、2008年4月以降の放送枠は深夜に集約している。

## 過去のネット局
- 北海道文化放送
- 青森放送（日本テレビ系列）
- 仙台放送
- 秋田テレビ
- さくらんぼテレビ
- 福島テレビ
- とちぎテレビ（独立局）
- チバテレビ（同上）
- 新潟総合テレビ[注釈 2]
- 長野放送
- 沖縄テレビ

## 備考
- かつて、視聴者からリクエストされたミュージック・ビデオをフルコーラスで放送する『BEATNIKS the requested』という姉妹番組も存在した[1]が、2005年10月で終了している。この番組は一貫してネット局が存在しない岩手ローカルの放送だった。
  - この番組は、土曜深夜（後に金曜深夜）に放送していた30分のPVリクエスト番組『SOUND QUEST』が元となっている。後に放送時間を30分から1時間に拡大し『33rpm the requested』にリニューアル。2004年9月に『BEATNIKS the requested』に改称、放送枠が金曜深夜から木曜深夜となり、放送時間も1時間から45分に縮小された。
- 『BEATNIKS PLUS』のタイトルで、イベント情報を紹介する5分程度のミニ番組が深夜帯を中心に放送されていたが、2018年6月1日に終了。同年6月2日以降、同様の番組は『きてみて!!めんこいテレビ』が担っている。